# Copa Korać 1991-92
La Copa Korać 1991-92 fue la vigésimo primera edición de la Copa Korać, competición creada por la FIBA para equipos europeos que no disputaran ni la Copa de Europa ni la Recopa. Participaron 58 equipos, dos menos que en la edición anterior. El campeón fue el il Messaggero Roma, que lograba su segundo título, derrotando en la final a los también italianos del Scavolini Pesaro.

## Primera ronda
| Equipo 1                       | Agr.    | Equipo 2              | Ida    | Vuelta  |
| ------------------------------ | ------- | --------------------- | ------ | ------- |
| Trane Castors Braine           | 172–174 | Collado Villalba      | 108–97 | 64–77   |
| Baník Handlová                 | 148–200 | Iraklis               | 79–89  | 69–111  |
| AEL                            | 173–232 | Bosna                 | 83–107 | 90–125  |
| Toshiba Klosterneuburg         | 160–202 | Nikas Peristeri       | 82–98  | 78–104  |
| Polfrost Bydgoszcz             | 157–182 | Bobcat Gent           | 75–87  | 82–95   |
| Saab Uudenkaupungin Urheilijat | 145–164 | Racing Paris          | 87–97  | 58–67   |
| Kessel-Lo Leuven               | 187–186 | Bellinzona            | 79–86  | 108–100 |
| Selex Weert                    | 163–207 | Fórum Filatélico      | 83–103 | 80–104  |
| Ovarense                       | 137–142 | Reims                 | 71–66  | 66–76   |
| Go Pass Verviers-Pepinster     | 179–203 | il Messaggero Roma    | 89–99  | 90–104  |
| Citroën Klagenfurt             | 112–183 | Vojvodina             | 62–98  | 50–85   |
| Saint-Quentin                  | 131–134 | Panathinaikos         | 69–57  | 62–77   |
| Tungsram                       | 195–184 | Slavia Žilina         | 111–96 | 84–88   |
| Leicester Riders               | 145–250 | CAI Zaragoza          | 69–112 | 76–138  |
| Stal Bobrek Bytom              | 178–193 | TED Ankara Kolejliler | 93–98  | 85–95   |
| Körmendi Dózsa                 | 158–180 | Zadar                 | 85–97  | 73–83   |
| Polonia Warszawa               | 203–182 | Einheit Weißenfels    | 118–97 | 85–85   |
| Dynamo Moscow                  | 200–217 | Hapoel Tel Aviv       | 90–102 | 110–115 |
| Levski-Spartak                 | 143–168 | Hapoel Jerusalem      | 83–84  | 60–84   |
| ZTE Heraklith                  | 161–211 | Efes Pilsen           | 73–112 | 88–99   |
| Baník Cígeľ Prievidza          | 151–163 | Çukurova Üniversitesi | 87–83  | 64–80   |
| T71 Dudelange                  | 121–186 | Ludwigsburg           | 72–96  | 49–90   |
| Paşabahçe                      | 181–165 | Alvik                 | 103–73 | 78–92   |
| Trier                          | 178–164 | BVC Bioveta Brno      | 98–62  | 80–102  |
| Górnik Wałbrzych               | 150–151 | Videoton              | 82–66  | 68–85   |
| Budivelnyk                     | 192–148 | Dinamo Oradea         | 113–67 | 79–81   |

## Segunda ronda
| Equipo 1              | Agr.    | Equipo 2           | Ida    | Vuelta |
| --------------------- | ------- | ------------------ | ------ | ------ |
| Collado Villalba      | 181–182 | Iraklis            | 84–89  | 97–93  |
| Bosna                 | 165–169 | Nikas Peristeri    | 84–84  | 81–85  |
| Bobcat Gent           | 128–155 | Racing Paris       | 67–74  | 61–81  |
| Kessel-Lo Leuven      | 160–184 | Fórum Filatélico   | 84–83  | 76–101 |
| Reims                 | 125–166 | il Messaggero Roma | 54–72  | 71–94  |
| Vojvodina             | 145–155 | Panathinaikos      | 77–74  | 68–81  |
| Tungsram              | 155–199 | CAI Zaragoza       | 96–113 | 59–86  |
| TED Ankara Kolejliler | 171–184 | Zadar              | 76–86  | 95–98  |
| Polonia Warszawa      | 145–214 | Hapoel Tel Aviv    | 75–98  | 70–116 |
| Hapoel Jerusalem      | 195–181 | Efes Pilsen        | 99–78  | 96–103 |
| Çukurova Üniversitesi | 133–168 | Benetton Treviso   | 64–82  | 69–86  |
| Ludwigsburg           | 165–184 | Taugrés            | 91–94  | 74–90  |
| Paşabahçe             | 147–153 | Clear Cantù        | 80–72  | 67–81  |
| Trier                 | 138–224 | Scavolini Pesaro   | 69–115 | 69–109 |
| Videoton              | 139–165 | AEK                | 70–81  | 69–84  |
| Budivelnyk            | 141–170 | Pitch Cholet       | 76–92  | 65–78  |

## Octavos de final
Los octavos de final se jugaron dividiendo los 16 equipos clasificados en cuatro grupos con un sistema de todos contra todos.
|  | Los dos primeros clasificados avanzan a cuartos de final |

|    | Equipo           | PJ | Pts | G | P | PF  | PC  | Dif. |
| -- | ---------------- | -- | --- | - | - | --- | --- | ---- |
| 1. | Scavolini Pesaro | 6  | 11  | 5 | 1 | 549 | 432 | +117 |
| 2. | Racing Paris     | 6  | 9   | 3 | 3 | 434 | 452 | -18  |
| 3. | AEK              | 6  | 9   | 3 | 3 | 451 | 474 | -23  |
| 4. | Hapoel Jerusalem | 6  | 7   | 1 | 5 | 485 | 561 | -76  |

|    | Equipo             | PJ | Pts | G | P | PF  | PC  | Dif. |
| -- | ------------------ | -- | --- | - | - | --- | --- | ---- |
| 1. | il Messaggero Roma | 6  | 11  | 5 | 1 | 525 | 491 | +34  |
| 2. | Pitch Cholet       | 6  | 10  | 4 | 2 | 501 | 463 | +38  |
| 3. | CAI Zaragoza       | 6  | 8   | 2 | 4 | 466 | 485 | -19  |
| 4. | Panathinaikos      | 6  | 7   | 1 | 5 | 465 | 518 | -53  |

|    | Equipo           | PJ | Pts | G | P | PF  | PC  | Dif. |
| -- | ---------------- | -- | --- | - | - | --- | --- | ---- |
| 1. | Fórum Filatélico | 6  | 11  | 5 | 1 | 508 | 490 | +18  |
| 2. | Clear Cantù      | 6  | 10  | 4 | 2 | 517 | 483 | +34  |
| 3. | Hapoel Tel Aviv  | 6  | 9   | 3 | 3 | 551 | 515 | +36  |
| 4. | Iraklis          | 6  | 6   | 0 | 6 | 495 | 583 | -88  |

|    | Equipo           | PJ | Pts | G | P | PF  | PC  | Dif. |
| -- | ---------------- | -- | --- | - | - | --- | --- | ---- |
| 1. | Taugrés          | 6  | 10  | 4 | 2 | 526 | 519 | +7   |
| 2. | Zadar            | 6  | 10  | 4 | 2 | 559 | 528 | +31  |
| 3. | Benetton Treviso | 6  | 9   | 3 | 3 | 533 | 513 | +20  |
| 4. | Nikas Peristeri  | 6  | 7   | 1 | 5 | 500 | 558 | -58  |

## Cuartos de final
| Equipo 1     | Agr.    | Equipo 2           | Ida   | Vuelta |
| ------------ | ------- | ------------------ | ----- | ------ |
| Racing Paris | 142–151 | il Messaggero Roma | 70–71 | 72–80  |
| Pitch Cholet | 163–178 | Scavolini Pesaro   | 74–78 | 89–100 |
| Clear Cantù  | 164–150 | Taugrés            | 86–73 | 78–77  |
| Zadar        | 171–178 | Fórum Filatélico   | 80–95 | 91–83  |

## Semifinales
| Equipo 1           | Agr.    | Equipo 2         | Ida   | Vuelta |
| ------------------ | ------- | ---------------- | ----- | ------ |
| il Messaggero Roma | 142–137 | Fórum Filatélico | 76–70 | 66–67  |
| Clear Cantù        | 162–163 | Scavolini Pesaro | 76–74 | 86–89  |

## Final
| Equipo 1           | Agr.    | Equipo 2         | Ida   | Vuelta |
| ------------------ | ------- | ---------------- | ----- | ------ |
| il Messaggero Roma | 193–180 | Scavolini Pesaro | 94–94 | 99–86  |

| 11 de marzo de 1992 | il Messaggero Roma                                   | 94–94           | Scavolini Pesaro                             | |  |
|                     | Parciales: 51-60, 43-34                              |                 |                                              | |  |
|                     | Estadísticas Dino Rađa, 34 Dino Rađa, Rick Mahorn, 9 | Reporte Pts Reb | Estadísticas Darren Daye, 30 Darren Daye, 11 | Pabellón: PalaEUR, Roma Asistencia: 13.450 espectadores Árbitros: Reuven Virovnik (ISR), Collin Gerrard (ENG) |  |

| 18 de marzo de 1992 | Scavolini Pesaro                                 | 86–99           | il Messaggero Roma                             | |  |
|                     | Parciales: 40-43, 46-56                          |                 |                                                | |  |
|                     | Estadísticas Darren Daye, 27 Haywoode Workman, 7 | Reporte Pts Reb | Estadísticas Andrea Niccolai, 23 Dino Rađa, 13 | Pabellón: Palasport Comunale, Pesaro Asistencia: 4.400 espectadores Árbitros: Mikhail Davidov (URS), Iztok Rems (SLO) |  |

| Campeón de la Copa Korać 1991–92 |
| -------------------------------- |
| il Messaggero Roma 2º título     |